# 대한민국 형법 제333조
대한민국 형법 제333조는 강도에 대한 형법각칙의 조문이다.

## 조문
제333조(강도) 폭행 또는 협박으로 타인의 재물을 강취하거나 기타 재산상의 이익을 취득하거나 제삼자로 하여금 이를 취득하게 한 자는 3년 이상의 유기징역에 처한다.

第333條(强盜) 暴行 또는 脅迫으로 他人의 財物을 强取하거나 其他 財産上의 利益을 取得하거나 第三者로 하여금 이를 取得하게 한 者는 3年 以上의 有期懲役에 處한다.

## 판례
- 채무를 면탈할 의사로 채권자를 살해하였으나 일시적으로 채권자측의 추급을 면한 것에 불과한 경우에는 강도살인죄가 성립하지 않는다[1]

## 같이 보기
- 강도죄